# Rodney-Klasse
Die Rodney-Klasse war eine Klasse von drei 92-Kanonen-Linienschiffen der britischen Marine, die von 1835 bis 1956 in Dienst stand.

## Allgemeines
Die Klasse wurde von dem Surveyor of the Navy Robert Seppings entworfen und basierte auf dem Rumpf der 120-Kanonen-Schiffe der Caledonia-Klasse. Die am 17. Dezember 1826 bestellten drei Schiffe waren als Antworf auf entsprechende Einheiten der französischen und US-amerikanischen Marine gedacht. Ursprünglich sollte der Entwurf über eine Bestückung von 100 Geschützen auf zwei Batteriedecks plus Spardeck verfügen, aber 1828 wurde entschieden diese Bestückung um acht Geschütze zu verringern und das Spardeck als klassisches Back- und Achterdeck auszuführen. Weitere vier 12-Pfünder-Karronaden sollten auf dem Poopdeck aufgestellt werden, welche aber nicht offiziell in die Bestückung mit einflossen.
Die drei im November 1826 bestellten Einheiten wurden alle im zweiten Halbjahr 1827 bei Marinewerften auf Kiel gelegt. Auf Grund des geringen Bedarfs an neuen Schiffen dieser Größe, erfolgte der Bau nur langsam, sodass die Schiffe zwischen 1835 und 1841 fertiggestellt wurden. Bis auf das Typschiff Rodney wurde keines der anderen zwei Schiffe zeitnah zu diesem Termin in Dienst gestellt, sondern der Reserve zugeteilt. In den 1850er Jahren wurden alle drei Einheiten zu Schraubenlinienschiffen umgebaut.
Als vierte Einheit der Klasse wird auch manchmal die Prince Regent gezählt, da dieses zur Caledonia-Klasse gehörende Schiffe ab März 1847 zum 92-Kanonen-Schiff nach dem Entwurf der Rodney-Klasse umgebaut (Razee) wurde.

## Einheiten
| Name   | Bauwerft                         | Bestellung        | Kiellegung   | Stapellauf      | Fertigstellung   | Indienststellung | Verbleib |
| ------ | -------------------------------- | ----------------- | ------------ | --------------- | ---------------- | ---------------- | --- |
| Rodney | Pembroke Dockyard, Pembroke Dock | 17. November 1826 | Juli 1827    | 18. Juni 1833   | 7. Dezember 1835 | 29. August 1835  | Ab 1856–60 umbau zum Schraubenlinienschiff, 1882 zum Abbruch verkauft                                                       |
| Nile   | Plymouth Dockyard, Plymouth      | 17. November 1826 | Oktober 1827 | 28. Juni 1839   | 12. August 1839  | 25. Februar 1854 | Ab 1852–54 umbau zum Schraubenlinienschiff, 1876 umbenannt in Conway und Nutzung als Schulschiff, 1956 durch Feuer zerstört |
| London | Chatham Dockyard, Chatham        | 17. November 1826 | Oktober 1827 | 28. August 1840 | 25. Februar 1841 | 28. Mai 1851     | Ab 1858 umbau zum Schraubenlinienschiff und Reduzierung zum 72-Kanonen-Schiff, 1884 zum Abbruch verkauft                    |

## Technische Beschreibung
Die Klasse war als Batterieschiff mit zwei durchgehenden Geschützdecks konzipiert und hatte eine Länge auf diesen von 60,35 Metern (Geschützdeck) bzw. 49,99 Meter (Kiel), eine Breite von 16,15 Metern und einen Tiefgang von 6,78 Metern bei einer Vermessung von 2598 1⁄94 tons (bm). Sie waren Rahsegler mit drei Masten (Fockmast, Großmast und Kreuzmast). Der Rumpf schloss im Heckbereich mit einem Rundheck, in das Galerien integriert waren, die in die seitlich angebrachten Seitengalerien mündeten.
Die Bewaffnung der Klasse bestand bei Indienststellung aus 92 Geschützen.
|           | Unteres Batteriedeck                                                 | Oberes Batteriedeck                                                  | Backdeck                                                           | Achterdeck                                                         | Geschütze (Geschossgewicht) |
| --------- | -------------------------------------------------------------------- | -------------------------------------------------------------------- | ------------------------------------------------------------------ | ------------------------------------------------------------------ | --------------------------- |
| Design    | 32 × 32-Pfünder-Kanonen (63cwt) 2 × 68-Pfünder-Bombenkanonen (50cwt) | 32 × 32-Pfünder-Kanonen (55cwt) 2 × 68-Pfünder-Bombenkanonen (50cwt) | 24 × 32-Pfünder-Kanonen (42cwt)                                    | 24 × 32-Pfünder-Kanonen (42cwt)                                    | 92 Geschütze (684,785 kg)   |
| Ab 1850er | 14 × 32-Pfünder-Kanonen (56cwt) 18 × 8-Inch-Kanonen (65cwt)          | 28 × 32-Pfünder-Kanonen (56cwt) 6 × 8-Inch-Kanonen (65cwt)           | 24 × 32-Pfünder-Kanonen (42cwt) 1 × 68-Pfünder-Kanone (95cwt/10ft) | 24 × 32-Pfünder-Kanonen (42cwt) 1 × 68-Pfünder-Kanone (95cwt/10ft) | 91 Geschütze                |

## Besatzung
Die Besatzung hatte im Frieden eine Stärke von 720 Mann und im Krieg von 820 Mann.